# Шкребтієнко Олександр Герасимович
Олександр Герасимович Шкребтієнко (7 січня 1947, Петрушки, Київська область) — український військовий діяч та педагог, Генерал-майор. Начальник Київського військового ліцею імені Івана Богуна (1993–1999).

## Біографія
Народився 7 січня 1947 року в селі Петрушки, Корсунь-Шевченківський район, на Київщині.
З 14.06.1993 по 1999 рр. — Начальник Київського військового ліцею імені Івана Богуна.